# 小山田七次郎
小山田 七次郎（おやまだ しちじろう、1904年（明治37年）6月19日 - 1976年（昭和51年））は、昭和時代の政治家。青森県十和田市長。

## 経歴
青森県上北郡藤坂村（後の三本木市、現・十和田市）に生まれる。
貧農の7番目の末子として生まれ、小学校3年の時、一家は北海道石狩に渡る。1927年（昭和2年）盛岡高等農林学校を卒業後、農林省に出仕し、奥羽種畜牧場勤務となる。洞内小学校（現在、十和田市立）、青森師範学校教諭、上北地方事務所経済課長、五所川原農林学校長、青森県教育委員長を経て、1956年（昭和31年）10月、十和田市長に就任する。
県南内陸部の中心都市としての地位確立や北里大学の誘致に尽力した。